# Jan XV.
Jan XV. (Řím – březen nebo duben 996, Řím) byl papežem od srpna 985 až do své smrti. Byl jím ovlivněn i druhý biskup pražský sv. Vojtěch.

## Život
Narodil se v Římě jako syn kaplana Leona, jeho vysvěcení na kněze není doloženo. Brzy byl dosazen jako kardinál ke sv. Vitalisovi. Papežem byl zvolen po smrti antipapeže Bonifáce VII.
Na lateránském koncilu roku 991 kanonizoval bavorského patrona Oldřicha z Augsburgu (Ulrycha).
Roku 993 povolil založení kláštera benediktinů v Břevnově, text originálu jeho privilegia se dochoval také v opisu v privilegiích krále Přemysla Otakara II.. Přijal v Římě sv. Vojtěcha a římského císaře Otu III.
Jan XV. pro svůj nepotismus vzbuzoval u Římanů odpor.

## Odkazy

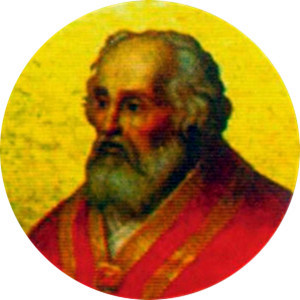
Portrét papeže Jana XV. v bazilice sv. Pavla za hradbami